# Nikko
Nikko (Japans: 日光市, Nikkō-shi) is een stad in de Japanse prefectuur Tochigi, in het noorden van Kanto. De stad ligt op de oostelijke flank van een gebergte, 25 kilometer ten noordwesten van Utsunomiya en 115 kilometer ten noorden van Tokio. Nikko is een toeristische trekpleister en een plaats van groot historisch belang. Bezienswaardigheden zijn de mausolea van shogun Tokugawa Ieyasu en diens kleinzoon Iemitsu, de Futarasan-schrijn, en de boeddhistische tempel Rinnoji. Ten westen van Nikko ligt het gelijknamige nationale park en zijn er verschillende populaire onsen. De tempelcomplexen van Nikko zijn erkend als UNESCO Werelderfgoed.

## Geschiedenis
De geschiedenis van Nikko gaat terug tot de 8e eeuw toen de boeddhistische monnik Shodo Shonin er een bedevaartsoord oprichtte. De Shihonryu-tempel die toen werd opgericht als de hoofdtempel van de Tendai-sekte ontwikkelde zich in de loop der jaren tot wat vandaag het Rinnoji-tempelcomplex wordt genoemd. Het dorp Nikko ontstond rond deze tempel.
Een jaar na het overlijden van Tokugawa Ieyasu (1543–1616), stichter van het Tokugawa-shogunaat, werd in Nikko een schrijn te zijner nagedachtenis gebouwd. Onder diens kleinzoon, Tokugawa Iemitsu, werd de schrijn uitgebreid door duizenden kunstenaars en ambachtslui. Waar elders in Japan de architectuur strak, rechtlijnig en weinig kleurrijk is, en waar gewoonlijk zwart en wit overheersen, werden in Nikko kosten noch moeite gespaard om het mausoleum uitbundig te versieren met kunstige details. Talloze afbeeldingen van dieren, planten en bloemen werden in hout uitgesneden. Nikko wekt daardoor de indruk eerder door Koreaanse of Chinese ambachtslui te zijn gemaakt dan door Japanners. Na het overlijden van Tokugawa Iemitsu werd voor hem ook een Shinto-schrijn gebouwd in Nikko, Taiyu-in Reibyo.
Tijdens de Meijiperiode (1868–1912) groeide Nikko uit tot een bergresort. De plek was meteen erg populair bij buitenlandse bezoekers. In 1890 werd een treindienst ingesteld naar het gebied en in 1929 volgde een concurrerende spoorlijn.
In 1889 werd Nikko een gemeente in het district Kamitsuga. In 1954 fuseerde het met het naburige dorp Okorogawa en werd het een stad. In 2006 werden Imaichi, Ashio, Fujihara en Kuriyama bij Nikko aangehecht. Het stadhuis verhuisde daarmee naar het grotere Imaichi.

## Geografie
De stad Nikko beslaat sinds de laatste fusie in 2006 een gebied van 1449,83 km² in het landelijke noordwesten van de prefectuur Tochigi. Daarmee is het de derde stad van Japan, na Takayama en Hamamatsu. In het noordoosten grenst de gemeente aan Nasushiobara en het district Shioya, in het zuidoosten aan Utsunomiya en in het zuiden aan Kanuma. In het westen grenst Nikko aan de prefectuur Gunma (Midori, Numata en het district Tonet) en in het noorden aan de prefectuur Fukushima (district Minamiaizu).
In het westen, boven historisch Nikko, ligt het Chuzenji-meer. De Kegonwaterval in de Daiyarivier vormt de enige uitloop. De Daiya baant zich vervolgens een weg door Nikko en Imaichi, waar ze uitmondt in de Kinu, een zijrivier van de Tone. De bronnen van de Kiwu liggen in het noorden van de gemeente, ten noorden van de stad en van de bergen Nantai en Nyoho. Het uiterste zuiden van de gemeente, ten zuiden van het Chuzenji-meer, watert via de Watarase eveneens af naar de Tone-rivier.

### Vervoer
Nikko ligt aan de Nikkō-lijn van de East Japan Railway Company, de Nikkō-lijn en Kinugawa-lijn van de Tobu Spoorwegmaatschappij, de Aizu Kinugawa-lijn van de Yagan Spoorweg, en de Watarase Keikoku-lijn van de Watarase Keikoku Spoorweg.
Nikko ligt aan de Nikko-Utsunomya-autoweg en aan de autowegen 119, 120, 122, 352, 400 en 461.

## Bezienswaardigheden
Het complex van Nikko beslaat meerdere hectaren en bestaat uit diverse gebouwen.
Bij het verlaten van de moderne stad, is het eerste bouwwerk dat de wandelaar tegenkomt, de heilige Shin Kyo brug. De rood gelakte, eenbogige brug overspant hier sinds de vroege 17de eeuw de rivier de Dayagawa. De legende wil dat Shodo Shonin, de monnik die Nikko stichtte, hier op de rug van een slang de rivier overstak. Op de andere oever kom je op heilige grond en wandel je, door een bos van Japanse ceders, de immense tempelstad binnen.
Het eerste complex gebouwen is Rinnoji, de hoofdtempel van de Tendai-shu, deze bestaat uit één centrale tempelhal en 15 kleinere gebouwen.
Verderop is de centrale Toshogu-schrijn , waarboven op een berghelling, ver boven de schrijn, de urn van de Shogun wordt bewaard. Dit bijzondere monument is gewijd aan Tokugawa Ieyasu en aan twee van Japans belangrijkste historische figuren: Toyotomi Hideyoshi en Minamoto no Yoritomo. In dit heiligdom bevinden zich twee van de meest tot de verbeelding sprekende Japanse houtsculpturen: de Nemuri Neko, de slapende kat, en de sculptuur met de drie apen, horen, zien en zwijgen.

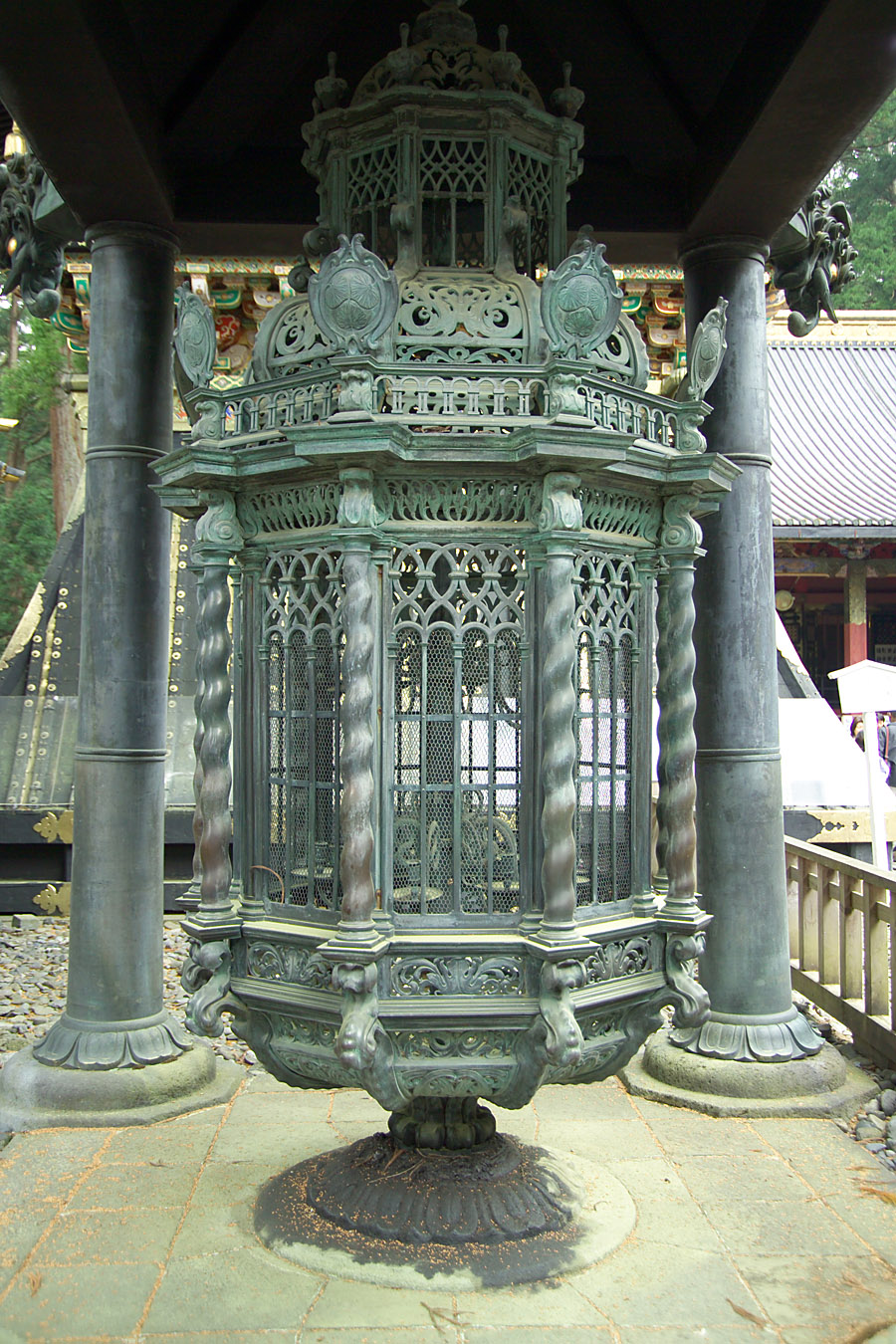
De koperen lantaarn die de VOC aan Shogun Iemitsu heeft geschonken

Opvallend genoeg is een van de ornamenten van Nederlandse makelij. Een koperen lantaarn van 2000 kilogram vervaardigd in Amsterdam door de kopersmid Joost Gerritsz. De lantaarn was van de VOC afkomstig en kwam in 1642 in Dejima aan. Bedoeld als een geschenk aan de toenmalige Shogun Iemitsu was de lantaarn eerst te zien in de paleistuinen voordat het naar Nikko werd verplaatst.
Opmerkelijk zijn de negen cartouches boven op de lantaarn. Hierop is het symbool van de Tokugawa shogunaat op de kop afgebeeld. De lantaarn staat nog steeds bij de Yomei poort van het mausoleum.
Ook de Taiyuinbyo-schrijn en de Futarasan-schrijn zijn belangrijke bezienswaardigheden in Nikko.

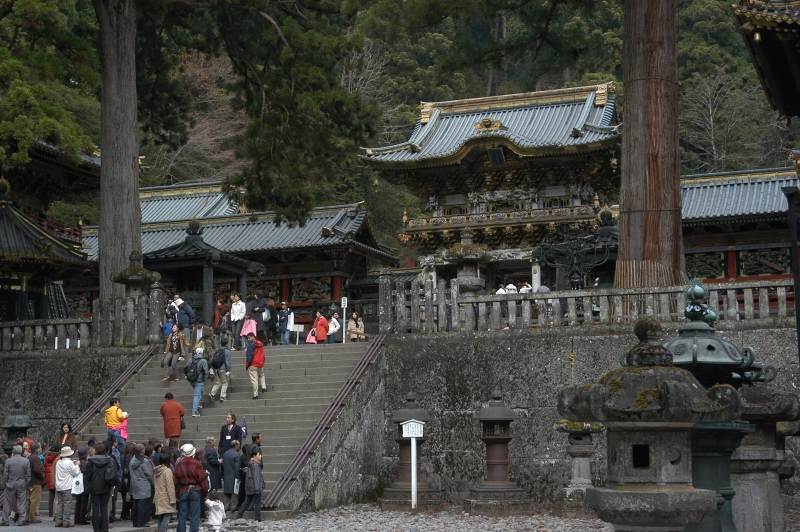
Yomeimon, het pronkstuk van Toshogu in Nikko
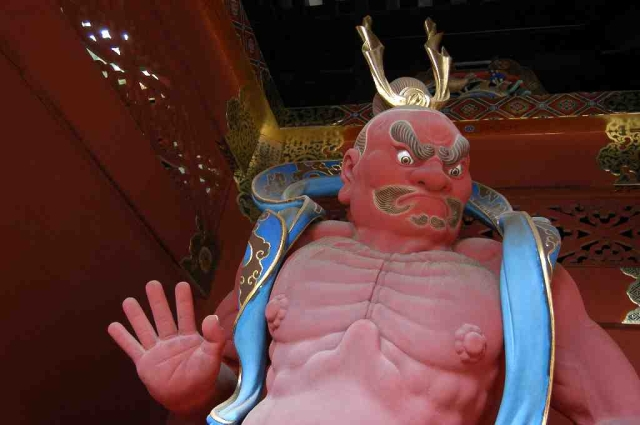
Homitsushaku Kongo, de Buddha die de Omotemon (Omote-poort) bewaakt
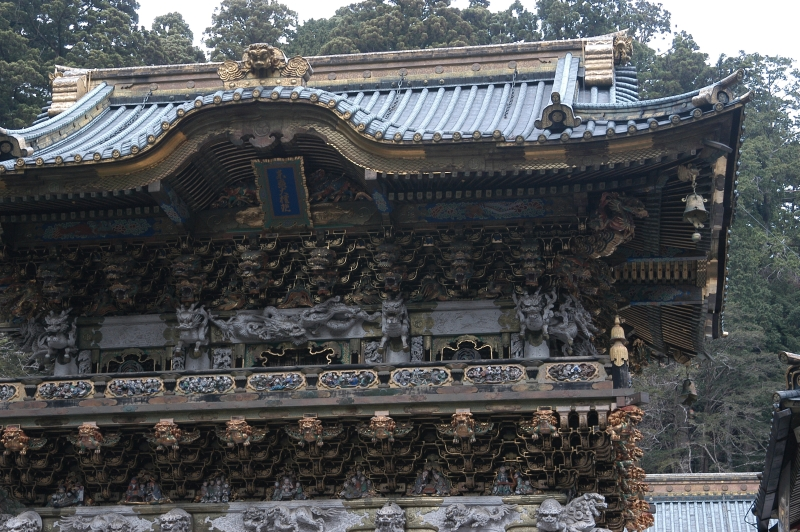
Detail van Yomeimon
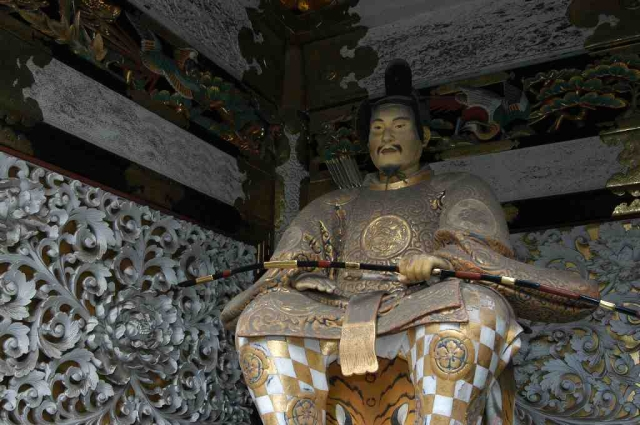
Zuijin aan de poort van de binnenste schrijn van Toshogu
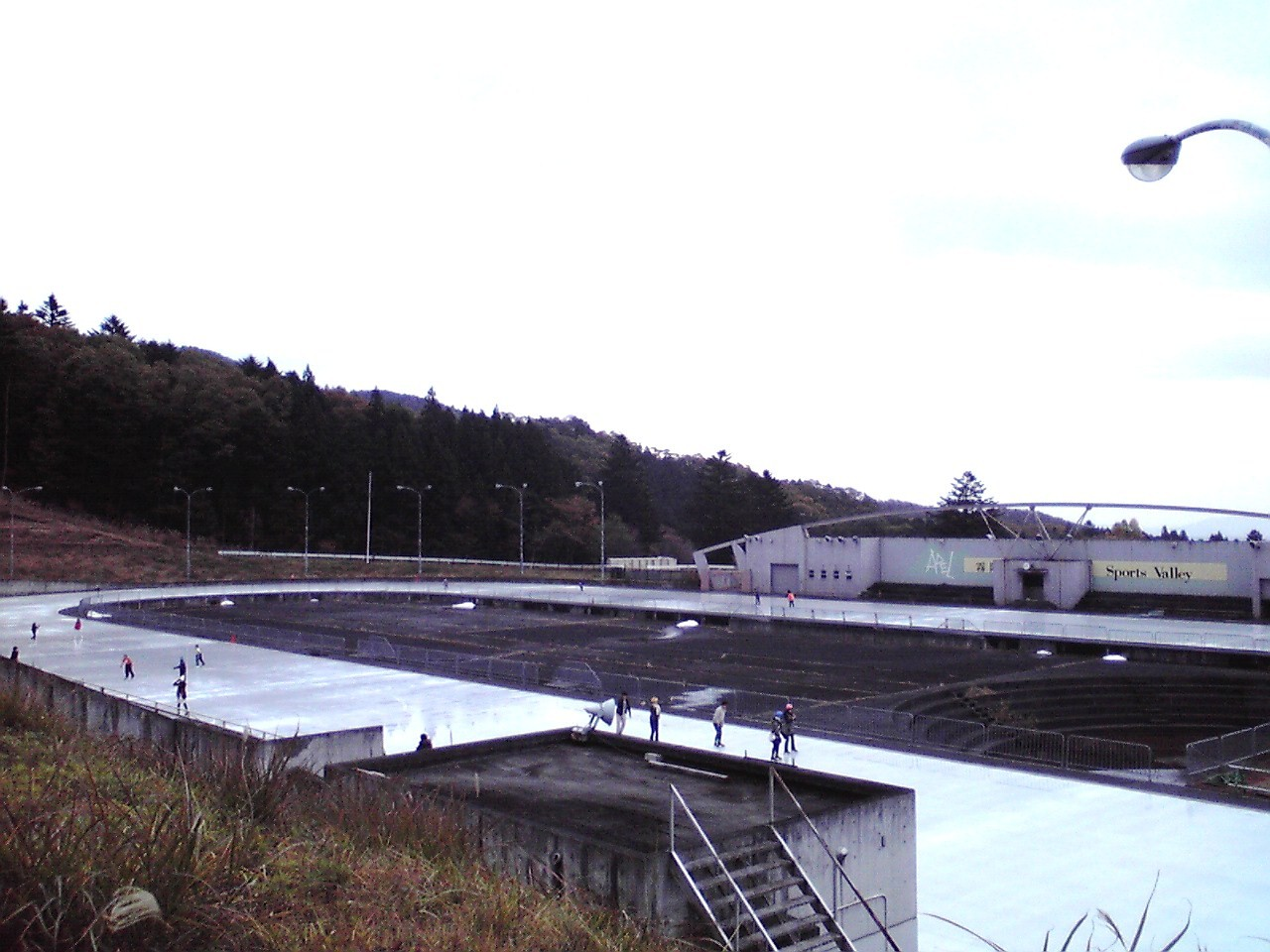
Schaatsbaan Nikkō Kirifuri

## Stedenbanden
Nikko heeft een stedenband met:
- Palm Springs, Verenigde Staten, sinds 30 juli 1969
- Rapid City, Verenigde Staten, sinds 7 februari 1993